# Купер, Артемис
Артемис Купер, леди Бивор, FRSL (урождённая Элис Клэр Антония Оппортьюн Купер ; 22 апреля 1953) — британская писательница, преимущественно автор биографий . 

Замужем за историком сэром Энтони Бивором .

## Биография
Артемис Купер единственная дочь 2-го виконта Норвича (более известного как Джон Джулиус Норвич) и его первой жены Энн (урождённой Клиффорд), а также внучка по отцовской линии Даффа и Дианы Купер .  У неё есть брат, Джейсон Чарльз Дафф Бид Купер, и сводная сестра Аллегра Хьюстон, единственный ребёнок лорда Норвича и Энрики Сомы (тогдашней жены американского кинорежиссёра Джона Хьюстона, проживавшей отдельно). 
Купер посещала Французский лицей, монастырь Святого Сердца в Уолдингеме и школу для девочек Кэмден . Затем она поступила в колледж Святого Хью в Оксфорде и получила степень по английскому языку и литературе.  
Она провела некоторое время в Египте, работая в рамках программы «Волонтёрская служба за рубежом», преподавая английский язык в Александрийском университете . Она также жила в Америке, в основном в Нью-Мексико .  
В 1986 году Артемис Купер вышла замуж за своего коллегу, писателя и историка Энтони Бивора . У пары двое детей. 

## Писательская карьера
Первая книга Купер представляла собой сборник писем ее бабушки, леди Дианы Купер. 
Когда в 2012 году вышла её биография Патрика Ли Фермора, она транслировалась по частям на BBC Radio 4. В сентябре 2013 года вышел «Разбитый путь» — фактически третий том мемуаров Ли Фермора о его пешем путешествии от Хук-ван-Холланд до Стамбула в 1930-х годах. 

## Награды
В июле 2015 года ей была присвоена почетная докторская степень Йоркского университета .  В 2017 году Купер была избрана членом Королевского литературного общества. 

### Книги
- Прочный огонь: письма Даффа и Дианы Купер, 1913–1950 гг. / Купер, Артемис. — Лондон: Collins, 1983.
- Американское издание: Прочный огонь: письма Даффа и Дианы Купер, 1913–1950 гг. / Купер, Артемис. — Нью-Йорк: Franklin Watts, 1984. (1984). Прочный огонь: письма Даффа и Дианы Купер, 1913–1950 гг. Нью-Йорк: Franklin Watts.
- Альбом заметок Дианы Купер (Хэмиш Гамильтон, 1987)
- «Каир в войне, 1939–1945» (Хэмиш Гамильтон, 1989; ISBN 0-241-12671-1)
- «Наблюдая в темноте: борьба ребёнка за жизнь» (Джон Мюррей, 1992; мемуары о детской болезни дочери)
- «Пишу за кухонным столом: авторизованная биография Элизабет Дэвид» (Penguin Books Ltd, 2004; издание в мягкой обложке)
- «Париж после освобождения, 1944–1949» (Хэмиш Гамильтон, 1994; Penguin Books, 2007; написано в соавторстве с мужем Энтони Бивором)
- «Париж после освобождения, 1944–1949» (2004, перевод на испанский язык)
- «Слова Меркьюри» (Джон Мюррей, 2003; Патрик Ли Фермор и Артемис Купер; ISBN 0-7195-6106-X)
- Патрик Ли Фермор: Приключение (Джон Мюррей, 2012; ISBN 978-0-7195-5449-0)
- Элизабет Джейн Ховард: Опасная невинность (Джон Мюррей, 2016, ISBN 9781848549272)

### Редактор
- Танго (Thames & Hudson, 1995; ред. Саймон Коллиер, Артемис Купер, Мария Сусана Ацци и Ричард Мартин)
- Мистер Ву и миссис Стич: Письма Эвелин Во и Дианы Купер (ред. Артемис Купер)
- Патрик Ли Фермор. «Разбитая дорога: от Железных ворот до горы Афон» (ред. Артемис Купер и Колин Таброн ) (Джон Мюррей, 2013;  ) [8]